# توماس استیون کالن
توماس استیون کالن (انگلیسی: Thomas Stephen Cullen؛ ‏ ۲۰ نوامبر ۱۸۶۸ – ۴ مارس ۱۹۵۳) پزشک زنان اهل کانادا بود. وی ابتدا مدرک کارشناسی پزشکی و جراحی خود را در سال ۱۸۹۰ از دانشگاه تورنتو گرفت و سپس در دانشگاه جانز هاپکینز پزشکی خواند و برای تحصیلات تکمیلی به دانشگاه گوتینگن رفت. او از سال ۱۸۹۳ تا ۱۸۹۶ رئیس دپارتمان آسیب‌شناسی دانشگاه جانز هاپکینز و از سال ۱۹۱۹ استادتمام پزشکی زنان بود. وی پژوهش‌هایی در زمینه بیماری‌های زنان و زایمان از جمله سرطان رحم و بارداری خارج رحمی انجام داد. نشان کالن به افتخار او نام‌گذاری شده است.